# Kaplica św. Bartłomieja Apostoła w Paderborn

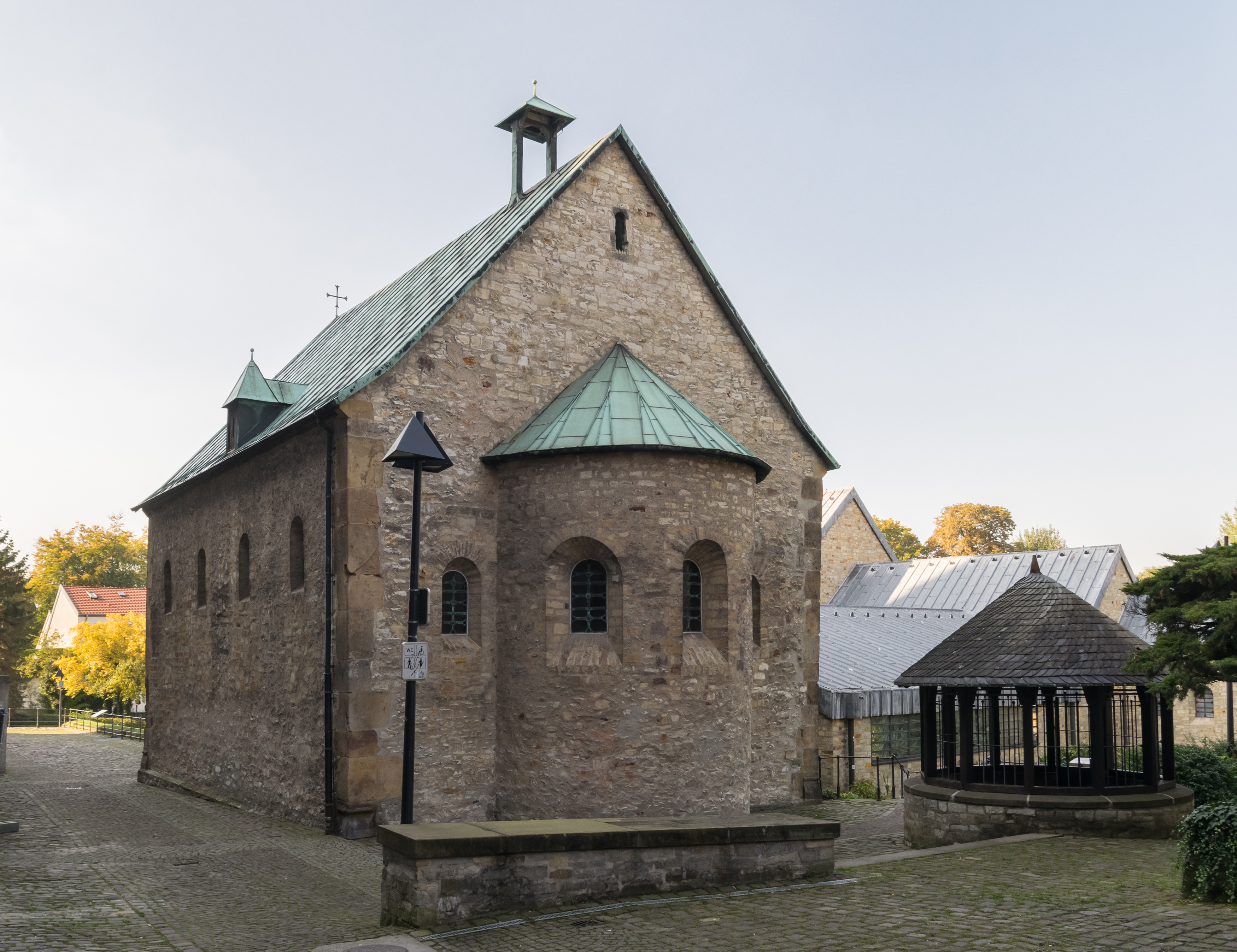
Widok na kaplicę

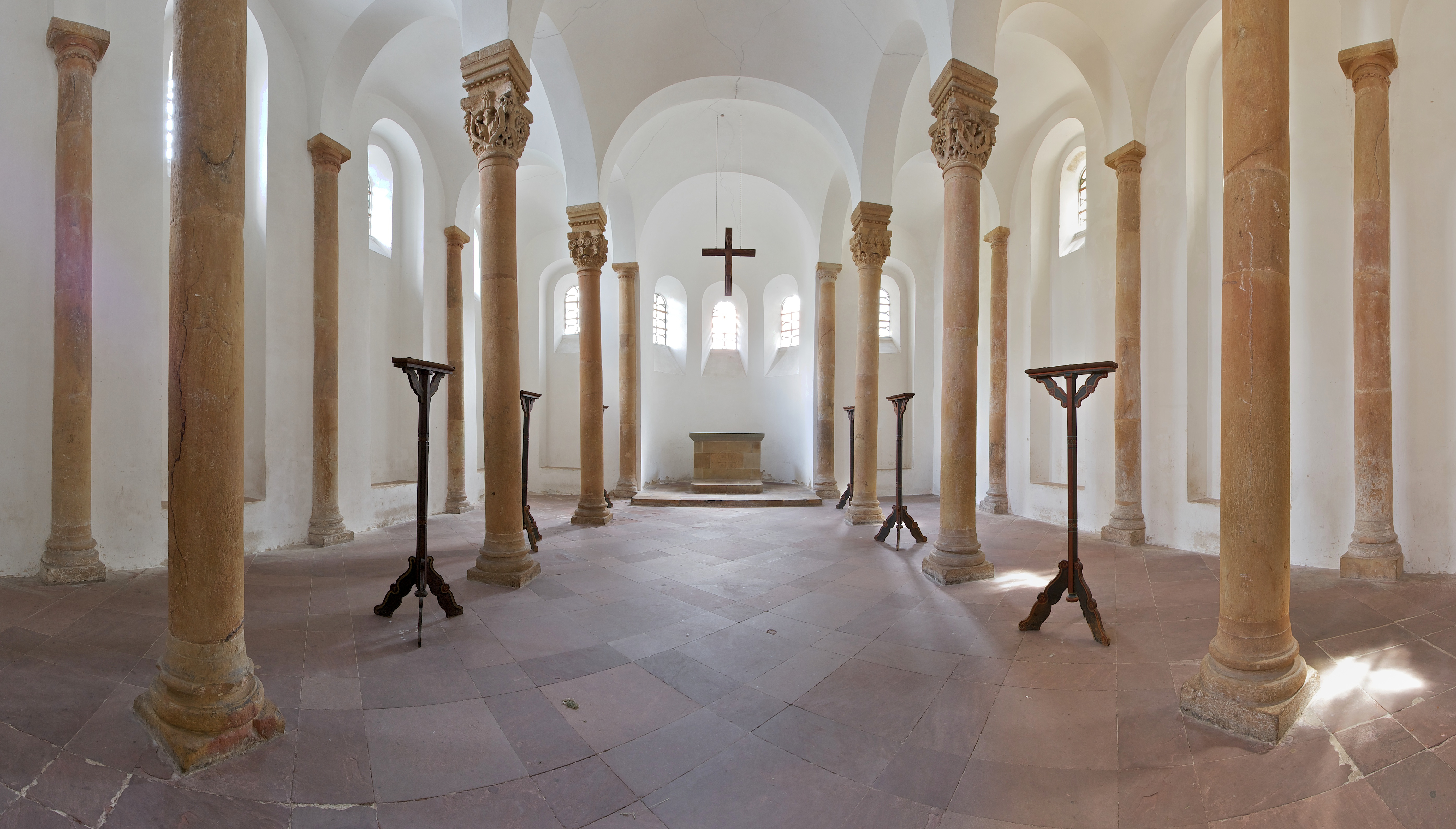
Wnętrze kaplicy

Kaplica św. Bartłomieja Apostoła – romańska kaplica w Paderborn, uważana za pierwowzór gotyckich kościołów halowych.

## Historia
Zbudowana około 1017 roku na zlecenie biskupa Meinwerka przez greckich budowniczych.